# Бабино (Рыбинский район)
Ба́бино — деревня Огарковского сельского поселения Рыбинского района Ярославской области.
Деревня расположена примерно в 3 км к юго-востоку от федеральной автомобильной дороги Р104 на участке Рыбинск-Пошехонье. Просёлочная дорога, начинающаяся в стоящей на этой трассе деревне Милюшино, через деревню Старово следует до деревни Бабино.
Деревня Бабина обозначена на плане Генерального межевания Рыбинского уезда 1792 года.
| 2007 | 2010 |
| ---- | ---- |
| 0    | →0   |

Почтовое отделение, расположенное в Милюшино, обслуживает в деревне 2 дома.